# Ломонос
Ломоно́с, или клема́тис, или лозинка (лат. Clématis) — род растений семейства Лютиковые (Ranunculaceae). 
Ломоносы, как правило, представляют собой многолетние травянистые или деревянистые растения, произрастающие в субтропической и умеренной климатических зонах. Широко используются в декоративном садоводстве, для озеленения балконов и т. д.
Регистрацией сортов клематисов занимается «Королевское садоводческое общество» («The Royal Horticultural Society» (RHS)) (Лондон, Великобритания).

## Этимология
Русское название рода «ломонос» произошло от способности волосков плодов-семянок ломоноса восточного (Clematis orientalis) попадать в нос человека и вызывать неприятные ощущения. По другим источникам название рода связвно с неприятным запахом некоторых видов. 
Латинское научное название рода Clématis происходит от др.-греч. κληματίς, clēmatís — «вьющееся растение», что в свою очередь образовано от  др.-греч. κλήμα, klḗma — «веточка, росток, усик». В садоводстве (и в русском языке) закрепилась неверная форма ударения в научном названии рода — клема́тис.

## Ботаническое описание
Для ломоносов наиболее типичны лианообразные вьющиеся и лазящие стебли (иногда прямые).
Листья — супротивные, цельные, тройчатые, дважды-тройчатые или непарноперистые.
Цветение — весной. Цветки крупные, одиночные, у некоторых видов в соцветиях, цветки изобилуют тычинками и плодолистиками. Околоцветник большей частью из 4, реже 5—8 лепестковидных чашелистиков; характерная черта некоторых видов — наличие лепестковидных стаминодий или видоизменённых тычинок.
Плод ломоноса — многоорешек с длинными перистоволосистыми носиками — стилодиями, служащими для облегчения распространения ветром.

## Распространение и экология
Растут в умеренном поясе главным образом северного полушария — в лесах, по берегам и долинам (тугаи) рек, по скалам и обрывам, в степях и на степных лугах, иногда на засоленной почве, по склонам холмов, в кустарниковых зарослях.
Ломоносы теплолюбивы, светолюбивы, влаголюбивы и требовательны к богатству почв.

## Хозяйственное значение и применение
В Западной Европе ломоносы начали культивировать в XVI столетии, в Японии ещё раньше. В России ломоносы появились в начале XIX века как оранжерейные растения. Путём гибридизации выведено много садовых форм и сортов. Многие ломоносы малозимостойки, в северных и средних районах России они требуют защиты на зиму.
Кустарниковые лазящие ломоносы применяют для закрытия высоких стен, оголённых стволов, для озеленения беседок, трельяжей, пергол; стелющиеся виды используют в бордюрах для закрытия низких стен, низких трельяжей, украшения балконов; прямостоячие виды применяют в группах или одиночных посадках на газонах и каменистых участках.
Размножают ломоносы семенами, а также зелёными и деревянистыми черенками. Часто применяют размножение отводками. Культурные сорта размножают прививкой на корни зимостойких видов.

## Классификация
Род Ломонос входит в трибу Anemoneae подсемейства Лютиковые (Ranunculoideae) семейства Лютиковые (Ranunculaceae) порядка Лютикоцветные (Ranunculales).
В род Ломонос часто включают род Княжик (Atragene), иногда в качестве подрода.

### Таксономия
Clematis L., 1753, Species plantarum 1: 543.

#### Синонимы
- Atragene L.
- Clematitis Duhamel
- Coriflora W.A.Weber, nom. inval.
- Viorna Rchb.

### Внутриродовая классификация
Подроды и секции ломоноса:
- Подрод Archiclematis
- Подрод Atragene
- Подрод Campanella
  - Секция Bebaeanthera
  - Секция Campanella
  - Секция Meclatis
- Подрод Cheiropsis
  - Секция Cheiropsis
  - Секция Fasciculiflora
  - Секция Montanae
- Подрод Clematis
  - Секция Aspidanthera
  - Секция Clematis
  - Секция Lasiantha
  - Секция Narveliopsis
  - Секция Novae-Zeelandiae
- Подрод Flammula
  - Секция Flammula
  - Секция Fruticella
  - Секция Pterocarpa
  - Секция Viticella
- Подрод Pseudoanemone
- Подрод Tubulosae
- Подрод Viorna
  - Секция Hirsutissima
  - Секция Integrifoliae
  - Секция Viorna

### Виды
В мире насчитывается более 370 видов ломоносов.
Некоторые виды
- Clematis aethusifolia Turcz. — Ломонос этузолистный
- Clematis alpina (L.) Mill. — Ломонос альпийский
- Clematis armandii Franch. — Ломонос Арманда
- Clematis aspleniifolia Schrenk — Ломонос асплениелистный
- Clematis brevicaudata DC. — Ломонос короткохвостый
- Clematis crispa L. — Ломонос курчавый
- Clematis flammula L. — Ломонос жгучий
- Clematis fusca Turcz. — Ломонос бурый
- Clematis heracleifolia DC. — Клематис борщевиколистный, или Ломонос борщевиколистный
- Clematis hexapetala Pall. — Ломонос шестилепестковый
- Clematis integrifolia L. — Ломонос цельнолистный
- Clematis ispahanica Boiss. — Ломонос исфаганский
- Clematis ×jackmanii T.Moore — Ломонос Жакмана
- Clematis lanuginosa Lindl. & Paxton — Ломонос шерстистый
- Clematis ligusticifolia Nutt. — Ломонос лигустиколистный
- Clematis montana Buch.-Ham. ex DC. — Ломонос горный
- Clematis orientalis L. — Ломонос восточный
- Clematis paniculata J.F.Gmel. — Ломонос метельчатый
- Clematis pseudoflammula Schmalh. ex Lipsky — Ломонос ложножгучий, или Жигунец
- Clematis recta L. — Ломонос прямой
- Clematis serratifolia Rehder — Ломонос пильчатолистный
- Clematis songarica Bunge — Ломонос джунгарский
- Clematis tangutica (Maxim.) Korsh. — Ломонос тангутский
- Clematis virginiana L. — Ломонос виргинский
- Clematis vitalba L. typus[1] — Ломонос виноградолистный
- Clematis viticella L. — Ломонос виноградничковый, или Ломонос фиолетовый

### Сорта
Цветки садовых клематисов могут быть простыми (один круг чашелистиков), полумахровыми (2—3 круга чашелистиков) и махровыми (более 3 кругов чашелистиков). Около 80 % растений таких поставщиков, как Westphal привиты на клематисе виноградолистном (Clematis vitalba). Через три месяца в культуре у них появляются собственные корни. К моменту, когда витальба должен отмереть, на замену имеется уже собственная корневая система. Витальба помогает только на старте, не более. Проблема может быть, когда саженец посажен слишком высоко. Прививка должна быть обязательно заглублена в землю.
Крупноцветковым клематисам, как и гибридам клематиса витицелла и интегрифолия, нужна кислая почва. Клематисы могут расти и на почвах с pH 4, как рододендроны. На кислых почвах лучше нарастает корневая система. В щелочных почвах нуждаются только клематисы тангутика и ориентале, монтана, альпина и макропетала, последние и то под вопросом. Кореана и витальба могут расти на щелочных почвах.
Некоторые сорта
- 'Arabella'
- 'Constance'
- 'Rouge Cardinal'

## В астрономии
В честь ломоноса (клематиса) назван астероид (1101) Клематида, открытый в 1928 году немецким астрономом Карлом Райнмутом в Гейдельбергской обсерватории.